# Brotha Lynch Hung
Brotha Lynch Hung (* 10. Januar 1971 in Sacramento, Kalifornien; bürgerlich Kevin Danell Mann) ist ein US-amerikanischer Rapper, der besonders durch seine kontroversen Texte bekannt wurde.

## Leben

### Kindheit
Mann wuchs in Sacramento im Bundesstaat Kalifornien auf, er hörte oft Musik von Slick Rick und Rakim, im Alter von 11 begann er selbst Rapmusik zu machen. Mann ist laut eigenen Angaben manisch-depressiv, seine psychische Erkrankung hat einen starken Einfluss auf seine Texte.
Als Mitglied der Garden Blocc Crips war er öfters in Gang-Konflikte verwickelt. Als er auf einer Party versuchte, den Streit zwischen einem Mitglied der Crips und einem rivalisierenden Blood zu schlichten, traf ihn ein Steckschuss in die Körperseite. Er beschreibt diese Erfahrungen mehrfach in seinen Texten.
Mann ist seit sechs Jahren in einer Beziehung mit seiner Verlobten Laura Yvettea Brinson. Brinson hatte unter anderem Gastauftritte auf den Alben Snuff Tapes, The Gas Station, Dinner and a Movie, sowie Coathanga Strangla.

### Musikalischer Werdegang
Im Jahr 1991 war Mann zusammen mit den Rappern X-Raided und Sicx unter dem Namen Street Talk Crew aktiv, X-Raided wurde später zu lebenslanger und Sicx zu 32 Jahren Haftstrafe verurteilt. Street Talk Crew nahm eine Kassette mit dem Titel Niggaz in Blacc auf, Mann beschreibt dieses als eines seiner besten Musikwerke. Unter anderem produzierte Mann 11 von 12 Tracks auf X-Raideds Debütalbum Psycho Active, außerdem hatte er jeweils einen Gastauftritt auf dem Song Ho's E Schemin Too sowie auf einem Skit zusammen mit Sicx auf KRDs Album Sac Town Funk. 
1992 fing Brotha Lynch Hung mit den Arbeiten an seinem Album 24 Deep an, welches 1993 auf Black Market Records veröffentlicht wurde. Das Album erreichte Platz 91 in den Billboard Charts.
Sein zweites Album Season of da Sicness wurde 1995 veröffentlicht und enthält einige seiner bekanntesten Tracks. Das Album wurde ebenfalls auf Black Market Records veröffentlicht.
Sein drittes Album Loaded wurde 1997 veröffentlicht, eine Besonderheit des Albums sind die prominenten Gastauftritte von Kokane, E-40 und Ice-T. Das Album erreichte Platz 28 in den Charts und ist somit Brotha Lynch Hungs höchst platziertes Musikwerk.
Es folgten einige Soloalben, Mixtapes so wie Kollabo-Alben unter anderem mit den Künstlern MC Eiht, Sicx und COS.

### Strange Music
Im Mai 2009 unterschrieb Mann bei Tech N9nes Label Strange Music. Im März 2010 veröffentlichte Mann sein Album Dinner and a Movie, das in der ersten Woche bereits über 7000-mal verkauft wurde. Sein zweites Album bei Strange Music, Coathanga Strangla, kam ein Jahr später, im April 2011, heraus. Sein drittes Album bei Strange Music, Mannibalector, wurde im Februar 2013 veröffentlicht.

## Kontroverse
Im September 1996 hörte der 18-jährige Joseph Gallegos wiederholt das Musikstück Locc 2 da Brain, bevor er drei seiner Freunde erschoss. Gallegos kam nach der Tat bei einer Schießerei mit Polizisten ums Leben. Obwohl Depressionen und die Trennung von seiner Freundin als Motiv in Frage kamen, wurde nicht ausgeschlossen, dass die Musik eine Rolle bei den Morden gespielt habe.

## Diskografie
- 1992  24 Deep
- 1994: Season of da Siccness
- 1997: Loaded
- 1998: Nigga Deep (Kollaboration mit Sicx)
- 2000: Brotha Lynch Hung Presents: Now Eat the Album (Soundtrack)
- 2000: EBK4
- 2001: The Virus
- 2001: Blocc Movement (Kollaboration mit C-Bo)
- 2002: The Plague (Kollaboration mit Doomsday Productions)
- 2002: Appearences: Book 1
- 2003: Lynch by Inch: Suicide Note
- 2005: Season of da Siccness: Resurrection
- 2006: The New Season (Kollaboration mit MC Eiht)
- 2007: Snuff Tapes Mixtape Vol.1
- 2007: The Ripgut Collection
- 2010: Dinner and a Movie
- 2011: Coathanga Strangla
- 2013: Mannibalector